# 說文王
賀（？—前361年），是古朝鲜之箕子朝鲜的君主，子姓。东史年表认为在位於前369年至前361年，諡號說文王（韓語：설문왕），後王位由兒子華繼承。